# 노생거 사원

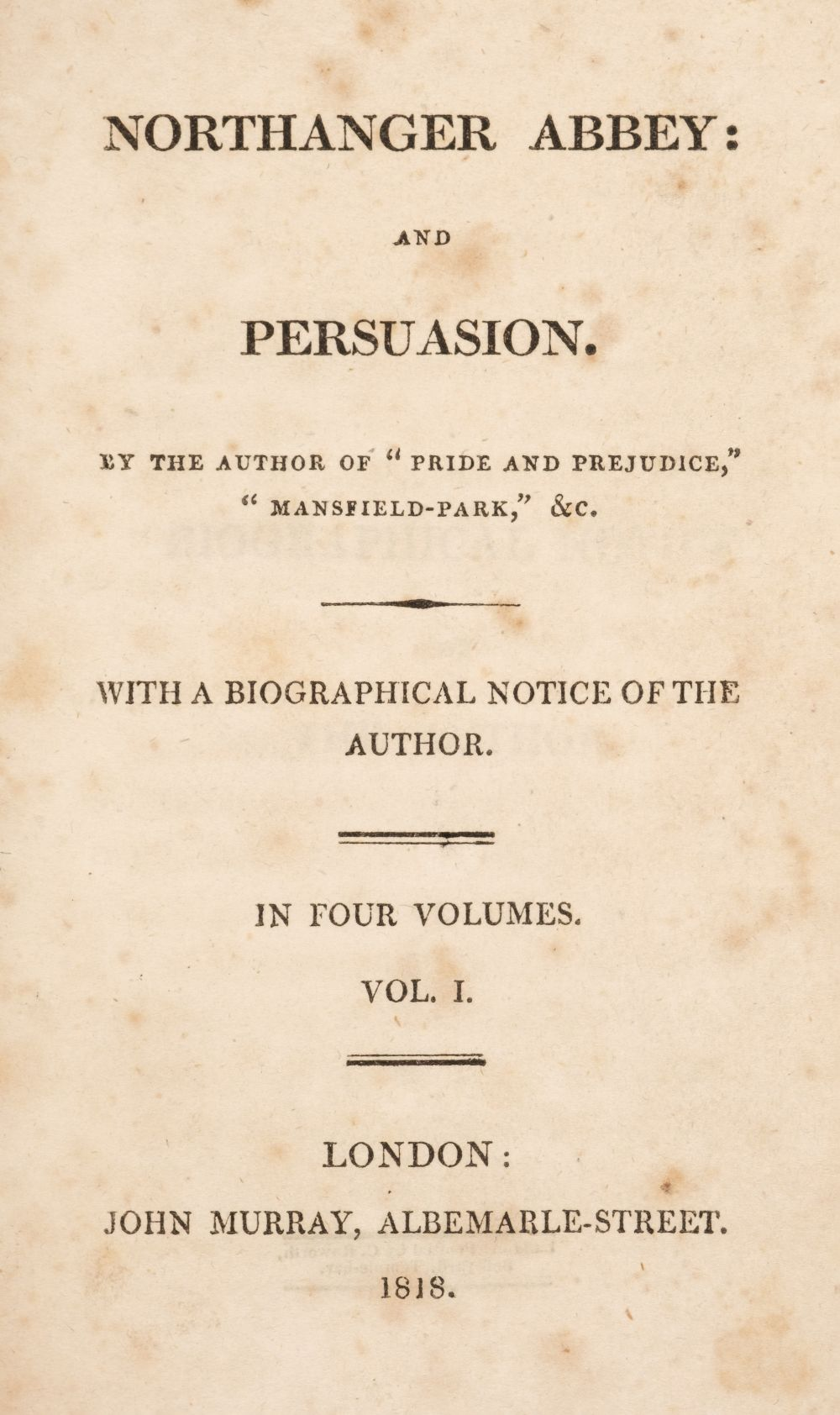

《노생거 사원》(Northanger Abbey)는 제인 오스틴이 쓴 소설이다.

## 작품소개
제인 오스틴의 완성된 소설 여섯 편 가운데 ‘별종’으로 불릴 수 있을 정도로 독특한 작품이다. 오스틴의 어느 소설보다도 풍자적·반어적인 경향이 강한 작품으로 첫 줄부터 마지막 줄까지 아이러니와 풍자로 일관하면서 작품 전체가 하나의 패러디를 이루고 있기 때문이다. 특히 이 소설은 감상소설(sentimental novel)과 고딕소설(gothic novel) 및 행위 지침서(conduct book) 등 당대의 지배적인 문학 장르에 드러난 허위의식이나 과장된 감수성을 가차 없이 풍자하면서 동시에 그러한 장르들의 패턴을 구성 원리로 이끌어가고 그 정신을 구현한다는 점에서 독보적이다.

## 서지정보
- 《노생거 사원》, 이미애 역, 지식을만드는지식, 2009년 발행 (ISBN 978-89-6228-399-0)

## 같이 보기
- 제인 오스틴
- 섭정시대